# Moraes e Pepeu no Japão
Moraes e Pepeu no Japão é um álbum ao vivo da parceria entre os músicos baianos Moraes Moreira e Pepeu Gomes. O álbum, lançado pelo selo Warner Music em 1991, traz as performances realizadas no Clube Shibuya Quattro, em Tóquio, e no Clube Paranóia, em Osaka, ambos em setembro de 1990.

## Faixas
| N.º            | Título                               | Compositor(es)                                                    | Duração |  |
| 1.             | "Samba da Minha Terra"               | Dorival Caymmi                                                    | 3:31    |  |
| 2.             | "Lá Vem O Brasil Descendo A Ladeira" | Moraes Moreira e Pepeu Gomes                                      | 2:25    |  |
| 3.             | "Bem Viver"                          | Moraes Moreira e Pepeu Gomes                                      | 4:17    |  |
| 4.             | "Do Caribe"                          | Moraes Moreira, Fernando Moura, Guilherme Maia e Rodrigo Campello | 3:35    |  |
| 5.             | "Eu Também Quero Beijar"             | Moraes Moreira, Pepeu Gomes e Fausto Nilo                         | 3:35    |  |
| 6.             | "Bom Suar"                           | Moraes Moreira, Pepeu Gomes e Fred Góes                           | 2:57    |  |
| 7.             | "Na Baixa do Sapateiro"              | Ary Barroso                                                       | 3:28    |  |
| 8.             | "Preta Pretinha"                     | Moraes Moreira e Galvão                                           | 4:16    |  |
| 9.             | "Lua dos Amantes"                    | Moraes Moreira e Pepeu Gomes                                      | 6:58    |  |
| 10.            | "Traiçoeiro Caçador"                 | Moraes Moreira, Pepeu Gomes e Beu Machado                         | 4:48    |  |
| 11.            | "Molho do Reppolho"                  | Reppolho                                                          | 1:35    |  |
| Duração total: | Duração total:                       | Duração total:                                                    | 42:33   |  |

## Ficha Técnica
- Moraes Moreira - Voz, Violão
- Pepeu Gomes - Voz, Guitarra, Violão
- Davi Morais - Baixo elétrico, Guitarra rítmica
- Reppolho - Percussão, Bateria

## Recepção crítica
| Críticas profissionais | Críticas profissionais |
| Avaliações da crítica  | Avaliações da crítica  |
| Fonte                  | Avaliação              |
| ---------------------- | ---------------------- |
| Galeria Musical        | [ 2 ]                  |

Anderson Nascimento, do site Galeria Musical, elogia o álbum, que "se destaca pela boa performance dos vocais de Moraes e de Pepeu, além do instrumental sem muita firula (...) além da boa escolha de repertório", mas que peca pelas "mixagens manterem aquele espaço vazio entre as faixas (...) tirando aquela sensação características de discos ao vivo".